# Ках, Джонни
Джон "Джонни" Kaх (англ. John "Johnny" Kah ; род. 22 июля 1968 года, в г. Аделаиде, штат Южная Австралия) — австралийский, конькобежец, хоккеист, шорт-трекист; Чемпион мира 1991 года и бронзовый призёр 1993 года. Участвовал на Олимпийских играх 1988 и 1992 годов. Является младшим братом Дэнни Каха и мужем Карен Гардинер-Ках, также конькобежцами международного уровня.

## Биография
Родители Джонни Каха были уроженцами Нидерландов, позже они эмигрировали в Австралию, где и родился Джон. С детства он вместе с братом тренировались в хоккее на льду под руководством Джона Боттерилла. В 1983 году оба представляли Южную Австралию на турнире Tange Trophy.

## 1985-1989 года
В 1985 году Джонни, в возрасте 16 лет присоединился к национальной сборной по шорт-треку, и принимал участие на чемпионате мира в Амстердаме, где в общем зачёте занял 30 место, а в эстафете был 5-м. На следующий год также участвовал в Шамони и стал только 36-м в многоборье, а в 1987 Монреале был 29-м. На Олимпийских играх в Калгари, где шорт-трек был демонстрационным видом спорта  Джонни выступал на всех дистанциях, кроме эстафеты и занял на них с 22 по 25 места. В 1989 году он вновь неудачно выступал на индивидуальных дистанциях на мировом первенстве в английском Солихалле, где занял только 56 место. После того турнира почти 2 года не попадал в основной состав сборной.

## 1991-1994 года
В 1991 году Джонни вновь участвовал на чемпионате мира в Сиднее и выиграл золото с эстафетной командой в составе Стивена Брэдбери, Эндрю Мерты, Ричарда Низельски и Кирана Хансена. Это была первая победа для Каха и для Австралии в зимних видах спорта. 
В 1992 году на Олимпийских играх в Альбервилле Австралия считалась фаворитом, звания чемпионов мира 1991 года, но в полуфинале произошло падение Низельски и команда не вышла в финал, заняв лишь 7-е место. Джонни Ках участвовал на тех играх только в эстафете. В 1993 году на чемпионате мира в Пекине он взял бронзу в эстафете в том же составе, что и в победном 1991 году, не было только Ричарда Низельски. А на следующий год на зимних Олимпийских играх в Лиллехаммере Ках был в резерве, так и не выступил в соревнованиях, когда команда выиграла бронзовую медаль в эстафете, первую для Австралии. После он "повесил коньки на гвоздь".

## После спорта
После завершения карьеры Ках женился на конькобежке Карен Гардинер, в 1995 году у них родилась дочь Джейми Ках, на данный момент одна из самых титулованных жокеев мира. Его племянники  Джошуа и Скайлер также пошли по стопам отца и дяди, стали конькобежцами, участвовали в 2019 году в зимней Универсиаде, проходившей в России.

## Награды
- 2003 год - награда Team Sport Australia Award зал Славы Австралии
- В списке почёта австралийских ледовых гонок